# Ивашко, Александр Иванович
Алекса́ндр Ива́нович Ива́шко (1924—1990) — майор Рабоче-крестьянской Красной Армии, участник Великой Отечественной войны, Герой Советского Союза (1944).

## Биография
Александр Ивашко родился 25 декабря 1924 года в посёлке Кутейниково (ныне — Амвросиевский район Донецкой области Украины). После окончания семи классов школы работал в совхозе. В июле 1941 года Ивашко был призван на службу в Рабоче-крестьянскую Красную Армию. С ноября того же года — на фронтах Великой Отечественной войны. К ноябрю 1943 года сержант Александр Ивашко был старшиной роты 1118-го стрелкового полка 333-й стрелковой дивизии 6-й армии 3-го Украинского фронта. Отличился во время битвы за Днепр.
В ночь с 25 на 26 ноября 1943 года Ивашко переправился через Днепр в районе Запорожья и со своей группой выбил противника из двух линий траншей. В тех боях Ивашко лично уничтожил 45 солдат и 2 офицеров противника, захватил 2 станковых пулемёта. Блокировав немецкий дзот и ворвавшись в блиндаж, он способствовал успешному продвижению вперёд всего батальона и захвату господствующей высоты.
Указом Президиума Верховного Совета СССР от 22 февраля 1944 года за «образцовое выполнение боевых заданий командования на фронте борьбы с немецкими захватчиками и проявленные при этом мужество и героизм» сержант Александр Ивашко был удостоен высокого звания Героя Советского Союза с вручением ордена Ленина и медали «Золотая Звезда» за номером 3430.
В 1944 году Ивашко окончил курсы младших лейтенантов, после чего вернулся на фронт. Освобождал Румынию, Болгарию, Югославию. В 1945 году он был уволен в запас. Проживал и работал в различных городах Донецкой области, некоторое время жил в Кустанайской области Казахской ССР. Выйдя на пенсию в 1976 году, проживал в Амвросиевке. Скончался 13 декабря 1990 года.
Был также награждён орденом Отечественной войны 1-й степени и рядом медалей.